# Подольское (Жмеринский район)
Подольское (укр. Подільське) — село на Украине, находится в Жмеринском районе Винницкой области.
Код КОАТУУ — 0521083609. Население по переписи 2001 года составляет 267 человек. Почтовый индекс — 23100. Телефонный код — 4332.
Занимает площадь 0,544 км².

## Адрес местного совета
23108, Винницкая область, Жмеринский р-н, с. Лелякы, ул. Ленина, 32